# Giornata nera per l'ariete
Giornata nera per l'ariete è un film del 1971, diretto da Luigi Bazzoni.

## Trama
Un misterioso assassino, il giorno di san Silvestro, dichiara in una registrazione le sue intenzioni per il nuovo anno: uccidere cinque persone, già tutte selezionate e sofferenti, per le quali la morte non potrà che essere una liberazione.
Andrea Bild, giornalista tutto d'un pezzo e dedito all'alcool, indaga su due fatti criminosi: l'aggressione subita da un giovane insegnante, il professor John Lubbock, e l'assassinio di una donna inferma, Sofia Binni, moglie di un medico. Visto che le sue ricerche danno fastidio a quest'ultimo, azionista del giornale, Andrea viene sollevato dall'incarico, ma decide di continuare comunque le sue indagini. La seconda vittima del misterioso omicida è Traversi, redattore-capo di Bild e malato di cuore.
Mentre la polizia comincia a sospettare di Bild, il giornalista riceve una telefonata da Isabel Lancia, che gli promette interessanti informazioni. La donna è in procinto di sposarsi con il ricco Edouard Vermont, migliore amico di Lubbock, che tutti credono un innamorato deluso di Isabel. Quando va dalla donna, Andrea la trova però già morta, assassinata.
Svanita anche questa traccia, Bild finisce col trovarsi in seri guai, tanto da venir fermato, quando a venire uccisa dall'ignoto criminale è Giulia Soavi, una prostituta con cui ha avuto a che fare nel corso delle indagini. Avendo convinto il commissario a lasciargli ventiquattr'ore di tempo, Andrea riesce, dopo aver scoperto alcune coincidenze tra i vari delitti, a smascherare il vero assassino e a ostacolare i suoi progetti.
L'ultima vittima prescelta è il figlioletto che Andrea ha avuto dall'ex moglie Helene. Intervenendo in tempo, Bild ingaggia una colluttazione con il serial killer, ferendolo e consegnandolo alla giustizia. Il colpevole è Lubbock, a cui l'aggressione aveva fornito un alibi insperato. Scopo dell'assassino era nascondere, attraverso la serie delittuosa, l'omicidio di Isabel, rea di avergli rubato Edouard, vero oggetto dei suoi desideri.

## Accoglienza

### Critica
«... intrigo contorto, soluzione macchinosa, qualche effettaccio.» *½